# 波斯七
波斯七（Epsilon Indi）位於印第安座，距離地球11.83光年。波斯七的自行運動速度在肉眼可見的恆星中排名第2，僅次於天鵝座61（不過自行運動比波斯七大的葛羅姆布里吉1830亮度為6.4等，在異常黑暗的夜空中可以用肉眼觀測到它）。
從波斯七的角度來看，太陽會成為大熊座的第2亮星，並位於北斗七星的杓底附近。

## 性質
波斯七屬於一顆主序星，質量只有太陽的4分之3，表面重力則比太陽略高。波斯七與太陽的相對速率是86km/s，被懷疑是至少由16顆第一星族星組成的星協中的一個成員。
天文學家在2003年1月宣布發現一顆棕矮星繞著波斯七公轉，它的質量為木星的40－60倍，距離至少有1500天文單位。到了2003年8月時天文學家發現它其實是一對棕矮星雙星，彼此相隔2.1天文單位。這兩顆棕矮星的光譜都是T型，其中質量較大的波斯七Ba是T1型，而另一顆質量較小的波斯七Bb則是T6型。天文學家則根據演化模型、光譜學與光度測定分別來計算這兩顆棕矮星的質量、直徑與表面溫度，根據他們觀測的結果顯示波斯七Ba與波斯七Bb的數據分別是47 ± 10與28 ± 7倍木星質量、直徑為太陽的0.091 ± 0.005與0.096 ± 0.005倍，表面溫度則分別是1280±40K與850±20K。

## 行星系統
| 成員 (依恆星距離) | 质量               | 半長軸 (AU)      | 轨道周期 (天)    | 離心率          | 傾角               | 半径    |
| ----------------- | ------------------ | ---------------- | ---------------- | --------------- | ------------------ | ------- |
| b                 | 3.25+0.39 −0.65 MJ | 11.55+0.98 −0.86 | 45.20+5.74 −4.77 | 0.26+0.07 −0.03 | 64.25+13.80 −6.09° | ~0.9 RJ |

## 行星適居性
天文學家瑪格麗特·端貝爾（Margaret Turnbull）與吉兒·塔特（Jill Tarter）曾經列出一份名單，其中包括17,129顆最接近太陽並且很可能擁有可以孕育出複雜生物的行星的恆星，波斯七則在該名單中名列首位
。端貝爾與塔特目前在華盛頓哥倫比亞特區的卡內基科學機構（Carnegie Institution for Science）進行研究。

## 外部連結
- 面白いブログについて天体物理学 (日本語版)
- . SpaceRef.ca. 2003-09-19  [2006-11-29].[永久]
- . Sol Company. 2005  [2006-11-29]. （原始内容存档于2011-05-13）.
- Kaler, Jim. .   [2006-11-29]. （原始内容存档于2006-12-06）.
- . Alcyone.   [2007-07-12]. （原始内容存档于2008-06-05）.